# Marc Domingo Gygax
Marc Domingo Gygax (* 25. Januar 1965 in Barcelona) ist ein spanischer Althistoriker.
Marc Domingo Gygax studierte von 1983 bis 1988 Ur- und Frühgeschichte, Alte Geschichte und Klassische Archäologie an der Universität Barcelona und schloss mit dem Lizenziat ab. Es folgte ein Magisterstudium an der Eberhard Karls Universität Tübingen, das Domingo Gygax 1990 beendete. Die Promotion in Alter Geschichte erfolgte 1993 in Barcelona. 1994/95 war er Fulbright Postdoctoral Fellow an der University of California in Berkeley. Zwischen 1996 und 2002 lehrte Domingo Gygax zunächst als Humboldt-Scholar, dann ab 1997 als Wissenschaftlicher Mitarbeiter von Frank Kolb in Tübingen. 2002 wechselte er als Assistenzprofessor an das Department of Classics der Princeton University, wo er seit 2008 als Associate Professor lehrt. Domingo Gygax forscht zur Geschichte des klassischen Athens, zum Hellenismus, zur Griechischen Epigraphik sowie zur modernen Geschichtsschreibung und Geschichtstheorie. 2017 wurde ihm für Benefaction and Rewards in the Ancient Greek City der Runciman Award der Anglo-Hellenic League zugesprochen.